# Igor Chafarevitch
 (juin 2023).
Si vous disposez d'ouvrages ou d'articles de référence ou si vous connaissez des sites web de qualité traitant du thème abordé ici, merci de compléter l'article en donnant les références utiles à sa vérifiabilité et en les liant à la section « Notes et références ».
Igor Chafarevitch (ou Shafarevich) (Игорь Ростиславович Шафаревич), né le 3 juin 1923 à Jytomyr (république socialiste soviétique d'Ukraine) et mort le 19 février 2017 à Moscou (Russie), est un mathématicien soviétique puis russe. 
Ses contributions concernent plus particulièrement la théorie algébrique des nombres. Il fut aussi un dissident politique sous le régime soviétique et soutint notamment le « comité pour la défense des droits de l'homme et la défense des victimes politiques » du physicien Andreï Sakharov. Par la suite, il devient essayiste et critique du socialisme.

## Biographie
Igor Chafarevitch a été étudiant de Boris Delaunay et a eu comme étudiants, entre autres, Souren Arakelov, Guennadi Bély (en), Igor Dolgatchev (en), Evgeny Golod, Victor Kolyvagin, Alexeï Kostrikine et Yuri Manin. 
Igor Chafarevitch était un ami de Soljenitsyne. Ce dernier raconte dans le Chêne et le Veau que lorsque le KGB vint l'arrêter à son domicile en vue de l'expulser d'URSS, Chafarevitch se trouvait là avec une serviette dans laquelle se trouvait le manuscrit d'un livre dissident. Les sbires du KGB ne pensèrent ni à contrôler son identité ni à contrôler le contenu de sa serviette. Dieu était avec lui, conclut-il[réf. nécessaire].
Chafarevitch était membre de l'Académie serbe des sciences et des arts dans le département des mathématiques, de la physique et des sciences de la terre. 
En 1960, il a été élu membre de l'Académie allemande des sciences Leopoldine. 
En 1981, il a également été élu membre étranger de la Royal Society.
Enfin en 2017, il a reçu la médaille d'or Leonhard-Euler de l'Académie russe des sciences.

### Engagement politique
Au début des années 1950, Chafarevitch est entré en conflit avec les autorités soviétiques, mais a heureusement été protégé par Ivan Petrovski, le recteur de l' université de Moscou. En effet il appartenait à un groupe de dissidents influencés par le mouvement du Potchvennitchestvo qui soutenaient la tradition orthodoxe orientale. 
Dans les années 1970, Chafarevitch s'est opposé à l'ingérence politique dans les universités. Avec Valery Chalidze, Grigori Podyapolski et Andrei Tverdokhlebov, il est devenu l'un des enquêteurs d'Andreï Sakharov concernant le « comité pour la défense des droits de l'homme et la défense des victimes politiques » , ce qui lui a valu d'être renvoyé de l'université de Moscou.
En plus de ses convictions politiques l'ayant mené à être essayiste et critique du socialisme sous le régime soviétique, Chafarevitch est également l'auteur d'autres ouvrages qui ont été qualifiés (de manière controversée) d'antisémites.

### Travaux
On lui doit notamment la notion de groupe de Chafarevitch (usuellement appelé Cha, et écrit Ш, qui est son initiale en alphabet cyrillique), qui intervient en cohomologie galoisienne comme une obstruction au principe local-global, ainsi que le théorème de Golod-Chafarevitch sur les p-groupes finis, dont une conséquence importante en théorie des corps de classes est l'existence de tours de classes infinies.

### Mort
Ses funérailles se sont déroulées au monastère Sretenski Novodevitchi.

## Théories

### Le Phénomène socialiste
Il dresse une critique du socialisme dans son livre Le Phénomène socialiste, écrivant que « le dépérissement, et à la limite, la mort de l'humanité ne sont pas la conséquence fortuite, extérieure, de l'incarnation de l'idéal socialiste, mais en constituent au contraire l'élément organique essentiel. Cet élément inspire les propagandistes de l'idéologie socialiste qui le perçoivent d'ailleurs plus ou moins consciemment. La mort de l'humanité n'est pas seulement le résultat du triomphe du socialisme, elle constitue le but du socialisme. »
Dans son livre, il analyse de nombreuses formes de socialisme, depuis les temps anciens en passant par les hérésies médiévales et jusqu'aux penseurs modernes et aux États socialistes, il en résulte selon lui que l'idéologie socialiste découle d'une volonté de supprimer l'individualité humaine.
Le livre comporte trois parties principales :
1. Socialisme millénariste : il identifie des idées socialistes parmi les Anciens Grecs, spécialement Platon, et parmi de nombreux hérétiques médiévaux comme les cathares, les frères et sœurs du Libre-Esprit, les taborites ou les anabaptistes, de même que de nombreux groupes durant la première révolution anglaise et des écrivains des Temps modernes comme Thomas More, Campanella et de nombreux auteurs des Lumières en France au XVIIIe siècle[6].
2. l'État socialiste : il décrit le socialisme des Incas, des États jésuites au Paraguay, en Mésopotamie, en Égypte et en Chine[7].
3. Analyses : il identifie trois thèmes persistants d'abolition dans le socialisme : l'abolition de la propriété privée, l'abolition de la famille et l'abolition de la religion, principalement mais pas seulement le christianisme[8].

## Publications
en français
- Avec Z. I. Borevich (en), Théorie des nombres, Gauthier-Villars, 1967.
- La Législation sur la religion en URSS. : rapport au Comité des droits de l'homme, Paris, Seuil, 1974.
- Le phénomène socialiste, Paris, Seuil, 1977.
- La Russophobie, éd. Chapitre Douze, 1993.

en anglais
- Z. I. Borevich et I. R. Shafarevich, Number Theory, Academic Press, Boston (Massachusetts), Pure and Applied Mathematics  (ISBN 978-0-12-117850-5), 1966
- Basic Algebraic Geometry (traduit du russe), Springer-Verlag, Berlin, New York  (ISBN 978-3-540-08264-4), 1972
- Igor Shafarevich, Socialism in Our Past and Future. in From under the Rubble, avec Alexandre Soljenitsyne, Mikhail Agursky, Evgeny Barabanov, Vadim Borisov, Korsakov, 1975, F. Collins, Harvill Press [Regnery Pub., 1989]
- The Socialist Phenomenon, Harper & Row, New York  (ISBN 978-0895268778), 1980
- Igor Shafarevich « On Certain Tendencies in the Development of Mathematics », The Mathematical Intelligencer, vol. 3, n° 4, 1981, p. 182-184
- V. V. Nikulin et Igor Shafarevich, Geometries and Groups, Berlin, Springer-Verlag  (ISBN 0387152814), 1987
- Collected Mathematical Papers, Springer-Verlag, Berlin, New York,  (ISBN 978-3-540-13618-7), 1989
- A. I. Kostrikin et Igor Shafarevich, Noncommutative Rings, Identities, Berlin, Springer-Verlag  (ISBN 0387181776), 1991
- M. M. Arslanov, A. N. Parshin et Igor Shafarevich, Algebra and Analysis, Berlin, Walter de Gruyter  (ISBN 311014803X), 1996
- Igor Shafarevich, Discourses on Algebra, Berlin, Springer  (ISBN 3540422536), 2003
- Parshin, A. N.; Shafarevich, Igor (1995), Number Theory: Fundamental Problems, Ideas, and Theories, Berlin: Springer,  (ISBN 0387533842)
- Igor Chafarevitch, Basic Algebraic Geometry 1 : Varieties in Projective Space(3e édition), Berlin, Springer-Verlag  (ISBN 978-3-642-37955-0), 2013
- Igor Chafarevitch, Basic Algebraic Geometry 2 : Schemes and Complex Manifolds(3e édition), Berlin, Springer-Verlag  (ISBN 978-3-642-38009-9), 2013
- Igor Shafarevich et A. O. Remizov, Linear Algebra and Geometry, Berlin, Springer-Verlag  (ISBN 978-3-642-30993-9), 2013
- Igor Shafarevich, Collected mathematical papers, Reprint of the 1989 edition, Springer Collect. Works Math., Springer, Heidelberg, 2015, x+769 pp.
- Chafarevitch, Igor (2005), Basic Notions of Algebra, Berlin: Springer,  (ISBN 978-3-540-26474-3)
- Shafarevich, Igor, Russophobia, Joint Publications Research Service, mars 1990 (lire en ligne)
- Three Thousand-Year-Old Mystery